# Cyprinion kais
Cyprinion kais är en fiskart som beskrevs av Heckel, 1843. Cyprinion kais ingår i släktet Cyprinion och familjen karpfiskar. Inga underarter finns listade i Catalogue of Life.